# Bauru Atlético Clube
Bauru Atlético Clube známý jako Bauru byl brazilský fotbalový klub z Bauru, čtvrti města São Paulo.

## Historie
Klub byl založen v roce 1919. Původní název byl: Luzitana Futebol Clube. Bauru vyhrál svoji jedinou trofej, Campeonato Paulista do Interior de Futebol, v roce 1946. 
V klubu začínal slavný fotbalista Pelé.

## Známí hráči klubu
- Dondinho